# Церінг Пем Вангчук
Королева-мати Церінг Пем Вангчук (нар. 22 грудня 1957 року) — одна з чотирьох дружин і королев короля Бутану, дружина Джігме Сінг'є Вангчука (був королем Бутану до 2006 року). Вона є королевою-матір'ю (Г'ялюм Куде, що буквально означає «королева-матір») Бутану.

## Біографія
Її батько, Яб Дашо Уґьєн Дорджі (1925—2019), був засновником і власником Академії Уґьена (03.04.2002), і її матір'ю — Юм Туіджі Зам (нар. 1932).
Вона отримувала освіту у двох навчальних закладах: у монастирі Св. Йосипа, що у Калімпонґі, і у школі Святої Олени в Курсонгзі в Індія.

## Діти
Від Джігме Сінг'є Вангчука у неї було четверо дітей:
| Ім'я                                     | Дата народження              | Шлюб                   | Шлюб                    | Діти |
| ---------------------------------------- | ---------------------------- | ---------------------- | ----------------------- | --- |
| Принцеса Аші Чімі Янгзом Вангчук (фото)  | 10 січня 1980 (45 років)     | 13 жовтня 2005 року    | Дашо Сангай Вангчук     | Дашо Джиґме Уґьен Вангчук (бл. September 2006 (15 років)) Дашо Джам'янг Сінг'є Вангчук</br> (2009 (12 років) |
| Принцеса Аші Кесанг Чоден Вангчук (фото) | 23 січня 1982 (43 роки)      | 11 листопада 2008 року | Дашо Палден Йосер Тінлі | Дашо Джамгіл Сінг'є Вангчук Дашо Уґьен Джуней ВангчукАші Тшеринг Тшоян Вангчук(бл. January 2019 (3 роки))    |
| Принц Дашо Уґьен Джиґме Вангчук (фото)   | 11 листопада 1994 (30 років) |                        |                         | |

## Благодійна діяльність
- Співголова Фонду Бутану.
- Президент Фонду розвитку молоді Бутану (YDF).